# Relaciones Canadá-Italia
Las relaciones entre Canada–Italia son las relaciones actuales e históricas entre Canadá e Italia. Ambas naciones mantienen relaciones amistosas, cuya importancia se centra en la historia de migración italiana a Canada. Aproximadamente 1,5 millones de canadienses afirman tener ascendencia italiana (aproximadamente el 4,6% de la población).. Ambas naciones son miembros del G7, el G20, la OTAN y la Organización para la Cooperación y el Desarrollo Económico.

## Historia

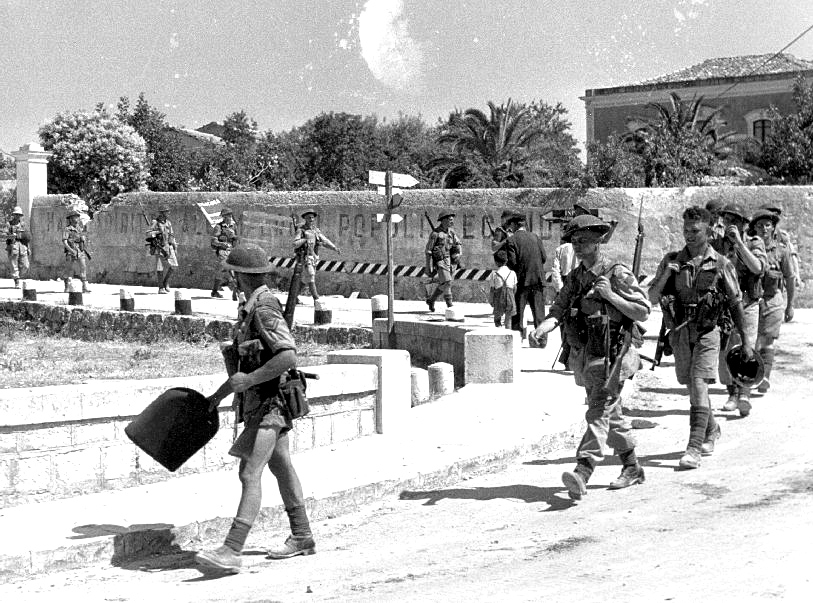
Soldados canadienses marchando en Modica, Sicilia durante la Segunda Guerra Mundial.

El primer italiano que llegó a Canadá fue el explorador Giovanni Caboto, navegante de Venecia, que exploró y reclamó las costas de Terranova para Inglaterra en 1497. En 1524, Giovanni da Verrazzano exploró parte del Canadá atlántico para Francia. A principios del siglo XIX, los italianos comenzaron a emigrar a Canadá, llegando la mayoría a finales de la década de 1890 y principios de la de 1900. Muchos italianos participaron y tomaron parte en la construcción de las ciudades canadienses, trabajando en el ferrocarril, construyendo puertos, embarcando y minando; todo lo cual llevó a la creación moderna de Canadá.
Durante la mayor parte de la Primera Guerra Mundial (1914-1918), Canadá (bajo el Imperio Británico) e Italia fueron aliados durante la guerra. Durante la Segunda Guerra Mundial (1939-1945), Canadá e Italia estuvieron en bandos opuestos. El 10 de junio de 1940, Canadá declaró la guerra a Italia después de que el primer ministro italiano Benito Mussolini declarara la guerra a Francia y al Reino Unido. Canadá participó en la Campaña italiana y la 1ª División canadiense y la 1ª Brigada blindada canadiense participaron en la invasión de Sicilia, la Campaña del río Moro y en la Batalla de Monte Cassino. Entre 1940 y 1943, unos 600 hombres italo-canadienses fueron detenidos y enviados a internment camps como extranjeros enemigos potencialmente peligrosos. Una vez finalizada la guerra, Canadá e Italia establecieron relaciones diplomáticas en 1947.
Canadá e Italia han firmado varios acuerdos bilaterales, como el Convenio para evitar la Doble Imposición en materia de Impuestos sobre la Renta y para Prevenir la Evasión Fiscal (Agreement on the Avoidance of Double Taxation with Respect to Taxes on Income and for the Prevention of Fiscal Evasion en inglés). y un Convenio de Seguridad Social (1977). En 1981, ambas naciones firmaron un Tratado de Extradición y en 1984 ambas naciones firmaron un Acuerdo de Cooperación Cultural. Existen vuelos directos entre ambas naciones con las siguientes compañías aéreas: Air Canada, Air Transat y Alitalia.
Se han producido numerosas visitas entre los primeros ministros canadiense e italiano, la mayoría de ellas con ocasión de las cumbres del G7, G8, G20 y OTAN.

## Visitas de altos funcionarios
Visitas desde Canada a Italia

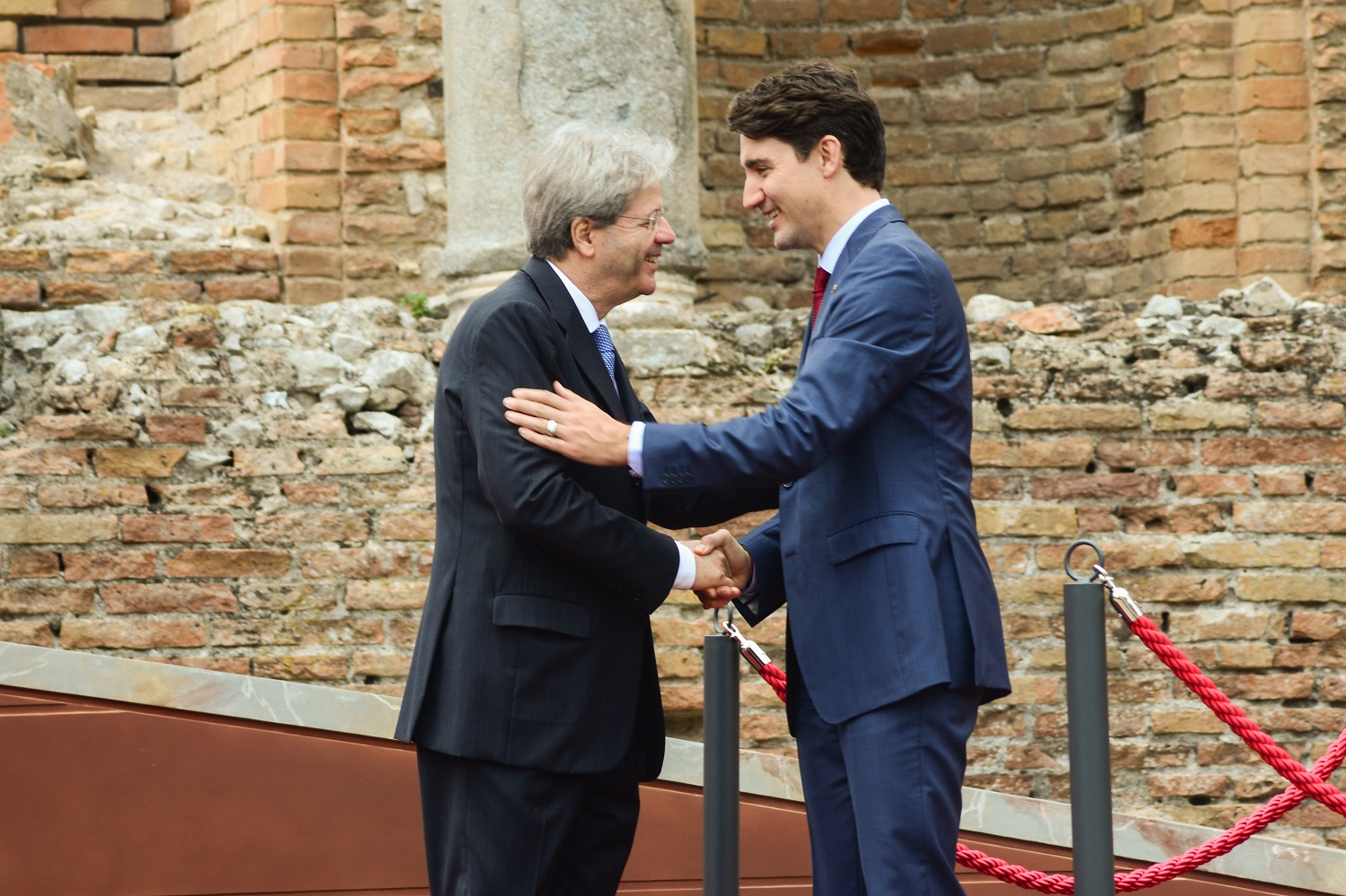
El primer ministro italiano Paolo Gentiloni con el primer ministro canadiense Justin Trudeau en la 43.ª cumbre del G7 en Taormina, Italia (2017)

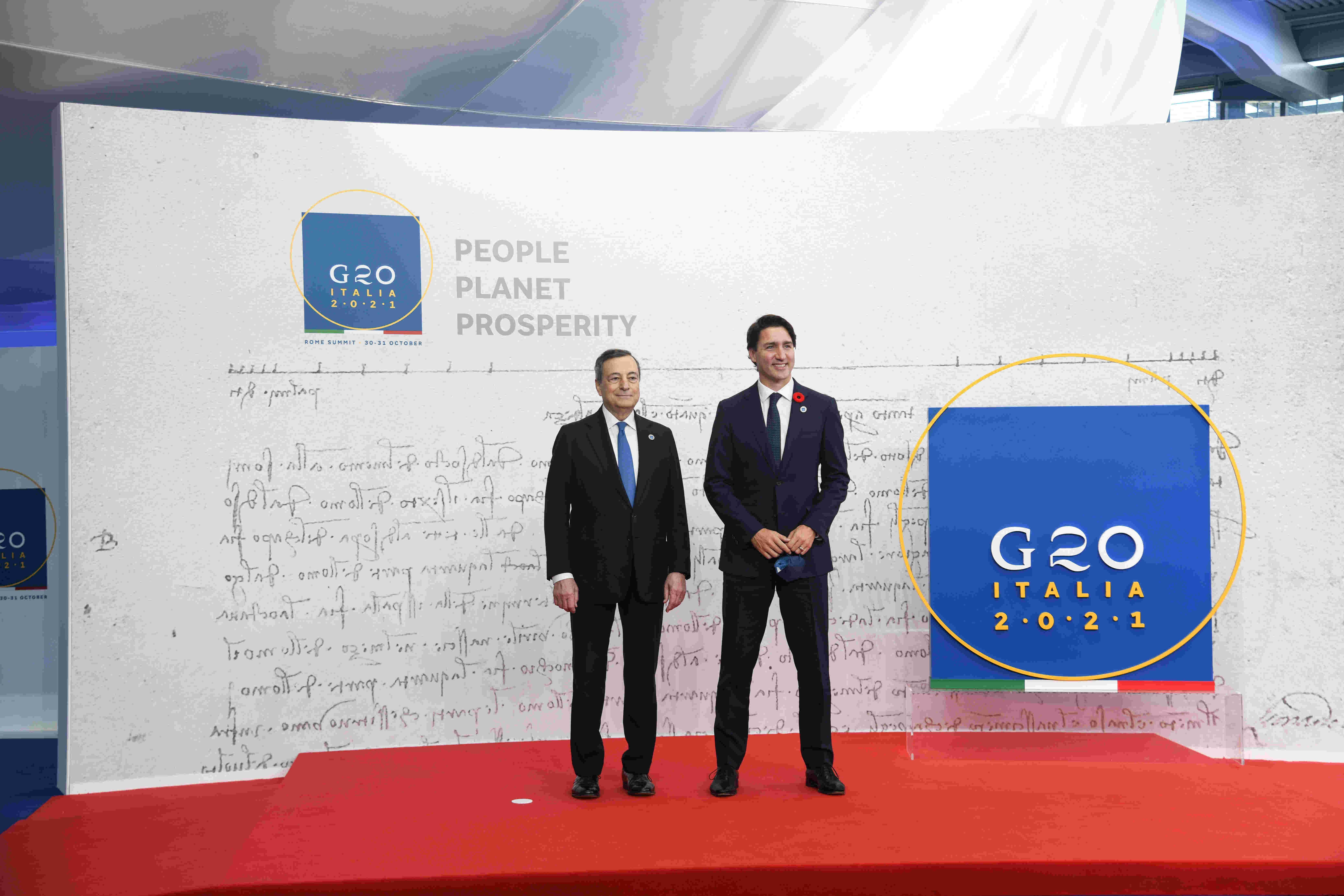
El primer ministro italiano Mario Draghi y el primer ministro canadiense Justin Trudeau en la cumbre del G20 de Roma de 2021.

- Primer ministro Pierre Trudeau (1980)
- Primer ministro Brian Mulroney (1987, 1991)
- Primer ministro Jean Chrétien (1994, 2001, 2002)
- Primer ministro Stephen Harper (2009)
- Primer ministro Justin Trudeau (2017, 2021)
- Gobernadora General Julie Payette (2019)

Visitas desde Italia a Canada
- Primer ministro Giovanni Spadolini (1981)
- Primer ministro Ciriaco De Mita (1988)
- Primer ministro Lamberto Dini (1995)
- Primer ministro Giuliano Amato (2001)
- Primer ministro Silvio Berlusconi (2002, 2010)
- Primer ministro Enrico Letta (2013)
- Presidente Sergio Mattarella (2017)
- Primer ministro Giuseppe Conte (2018)

## Comercio
En 2016, el comercio entre Canadá e Italia ascendió a 9.880 millones de dólares canadienses. Las principales exportaciones de Canadá a Italia son: Productos farmacéuticos, cereales y combustibles minerales. Las principales exportaciones italianas a Canadá son: Reactores nucleares y maquinaria, bebidas y vehículos (piezas y motores). Italia es el octavo socio comercial mundial de mercancías de Canadá y el tercer socio comercial más importante de la Unión Europea. A finales de 2016, Italia se situó como el 28º país inversor de stock de IED en Canadá. En cuanto a los países europeos, Italia ocupaba el puesto 15. En octubre de 2016, Canadá y la Unión Europea (que incluye a Italia) firmaron el Acuerdo Económico y Comercial Global, un acuerdo de libre comercio entre Canadá y la Unión Europea.

## Misiones diplomáticas residentes
- Canada tiene embajada en Roma[12] y un consulado en Milan.[13]
- Italia tiene una embajada en Ottawa y consulados generales en Montreal, Toronto y Vancouver.[14]

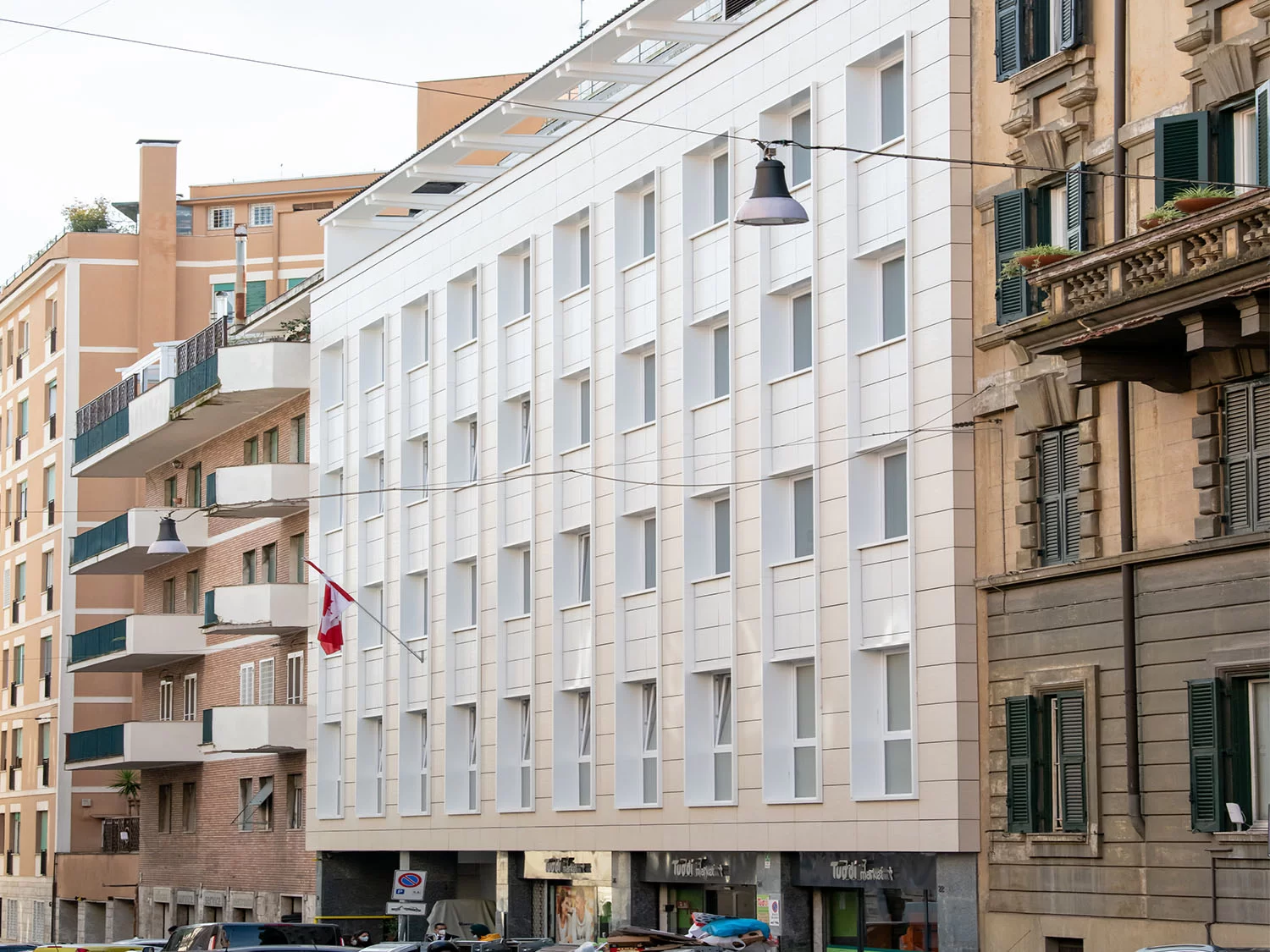
Embajada de Canadá en Roma
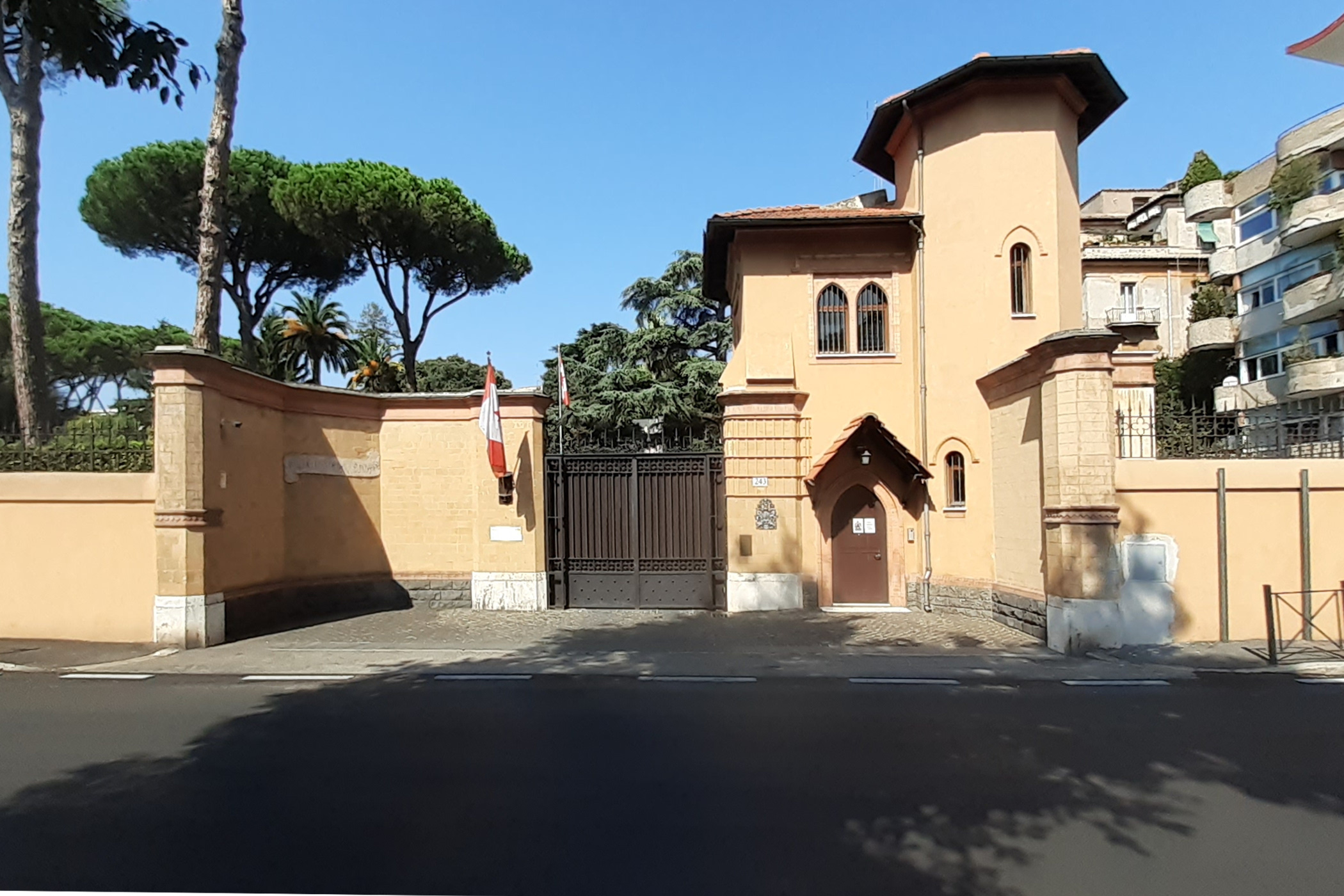
Oficina de la Comisión de Comercio de la Embajada de Canadá en Roma
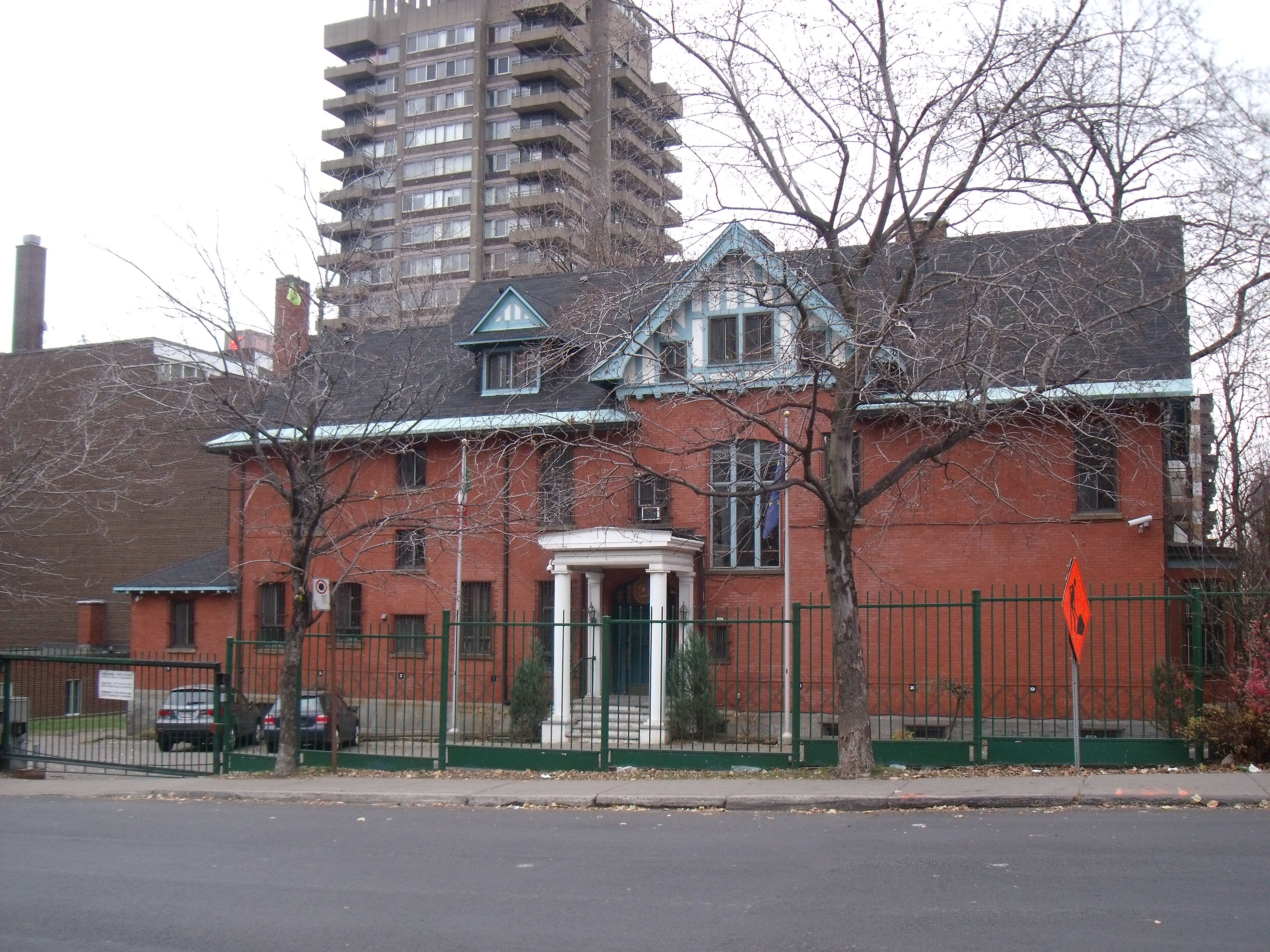
Consulado General de Italia en Montreal
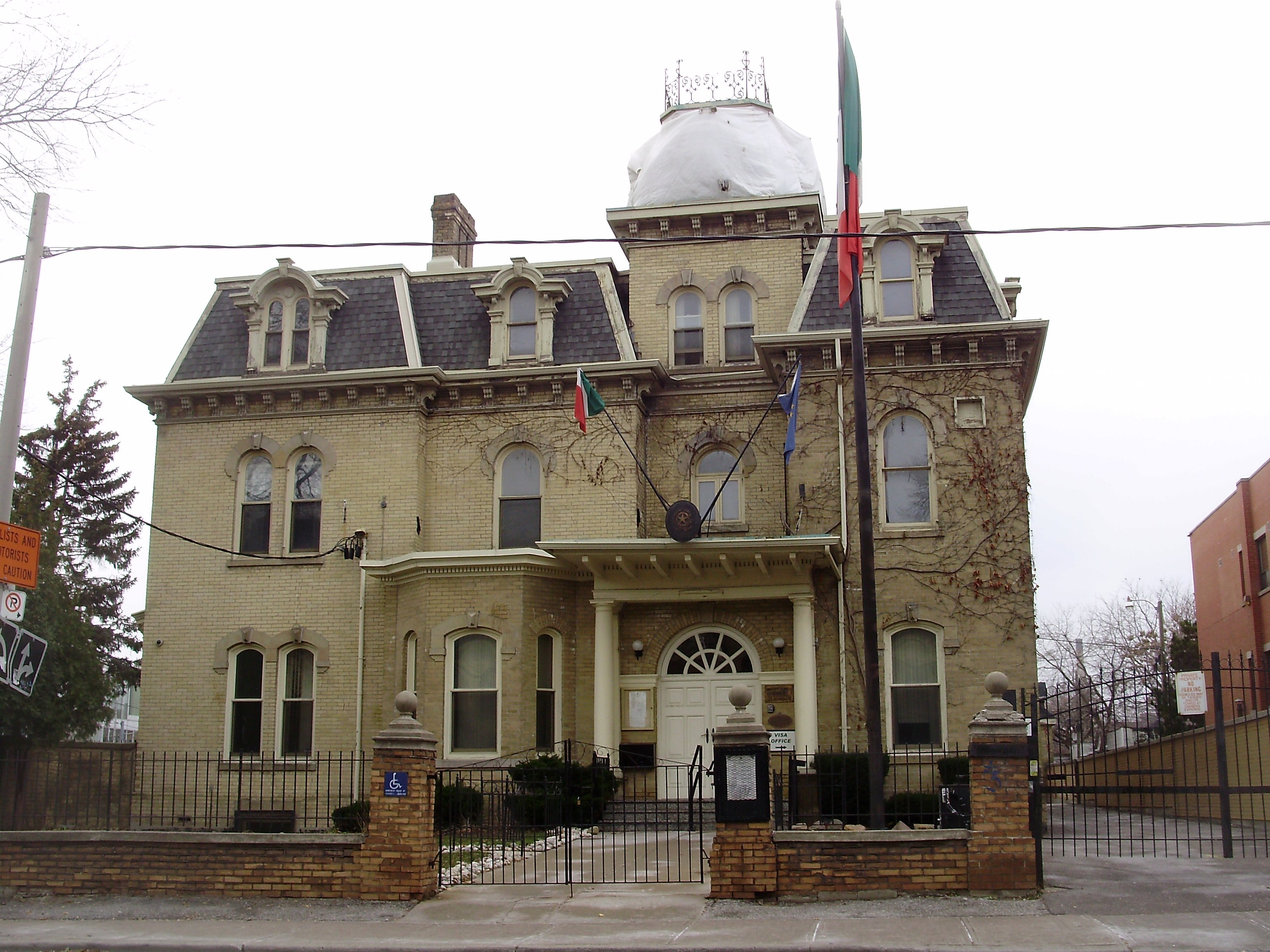
Consulado General de Italia en Toronto